# تورواین
تورواین (به انگلیسی: Torfaen، تلفظ: ‎/tɔːrˈvaɪn/‎) یک شهرستان در ولز است. تورواین ۱۲۶ کیلومتر مربع مساحت و ۹۲٬۱۰۰ نفر جمعیت دارد.

## خواهرخوانده
شهر کارلسروهه خواهرخواندهٔ تورواین هست.